# Trisquel GNU/Linux
Trisquel GNU/Linux este o distribuție GNU/Linux ce folosește o variantă complet liberă a nucleului Linux, distribuită de proiectul Linux-libre. Scopul principal al acestui proiect este producerea unui sistem de operare construit în totalitate din programe libere („liber” se referă la libertatea de utilizare, modificare și distribuire, certificată prin licență) care să fie ușor de folosit, complet și bine tradus.
Numele proiectului Trisquel vine de la simbolul celtic triscel, care este format din trei picioare de om îndoite sau, mai general, din trei spirale interconectate. Această siglă descrie un triscel realizat din uniunea a trei spirale de Debian, în semn de recunoaștere pentru proiectul pe care se bazează.
Proiectul a început în 2004 cu sprijinul Universității din Vigo și a fost anunțat oficial în aprilie 2005 într-un eveniment la care Richard Stallman, fondatorul proiectului GNU, a participat în calitate de invitat de onoare. Inițial dezvoltată ca distribuție bazată pe Debian, începând cu versiunea 2.0 apărută în vara lui 2008 depozitele de pachete au fost schimbate cu cele de la Ubuntu. Proiectul găzduiește propriile sale depozite care sunt derivate din cel prinicpal și cel universal de la Ubuntu, cu toate programele proprietare excluse. Printre diferențe se regăsesc ștergerea pachetelor non-libere, înlocuirea nucleului Linux cu varianta Linux-libre ce nu conține binare fără cod sursă și adăugarea unor alte pachete.
Din 11 decembrie 2008, Trisquel GNU/Linux a fost inclus de Fundația Programelor Libere în lista de distribuții GNU/Linux libere disponibilă pe pagina GNU, după un mai lung proces de verificare derulat pentru a se asigura că echipa de dezvoltare și comunitatea proiectului Trisquel sunt devotate promovării și distribuirii programelor libere în procent de 100%.

## Diferențele față de Ubuntu
Diferența principală este filtrul strict pe care Trisquel îl aplică pachetelor de programe care pot fi distribuite, astfel respectând regula Fundației Programelor Libere care specifică excluderea programelor non-libere care încalcă cele patru libertăți ale utilizatorului. Acest angajament duce la ștergerea binarelor fără cod sursă din depozite și de asemenea, la refuzul de a oferi asistență pe forumuri sau în documentație pentru programele non-libere.
Din punct de vedere practic, schimbările se observă la grupul de programe preinstalate, configurarea non-standard a interfeței care folosește o singură bară de aplicații în locul setărilor implicite de la GNOME și creațiile artistice originale, bazate pe principii de simplitate și eleganță. De asemenea, de la versiunea 3.5, XFS este sistemul de fișiere implicit pentru directorul de acasă și ext4 este implicit pentru restul partițiilor, din motive ce țin de performanță.

## Versiuni
În acest moment sunt șase versiuni diferite de sistem:
- 2.x Robur, cu asistență pe termen lung (ATL)
- 3.x Dwyn, cu asistență pe termen scurt (ATS)
- 3.5.x Awen, ATL
- 4.x Taranis, ATS
- 4.5.x Slaine, ATL - bazată pe Ubuntu 10.10 [7]
- 5.x Dagda, ATL - bazată pe Ubuntu 11.04 [8]

Toate versiunile dispun de aceste programe obișnuite:
- nucleul Linux-libre: 2.6.24 în Robur, 2.6.28 în Dwyn, 2.6.31 în Awen, 2.6.32 în Taranis, 2.6.35 în Slaine și 2.6.38 în Dagda.
- mediul grafic GNOME: 2.22 în Robur, 2.26 în Dwyn, 2.28 în Awen, 2.30 în Taranis, 2.32 în Slaine și 2.32 în Dagda.
- O variantă de Mozilla Firefox care niciodată nu sugerează extensii care nu sunt libere și nu conține creații artistice sau nume cu marca înregistrată.

## Ediții cu asistență pe termen lung
Sunt disponibile pentru descărcare trei ediții cu asistență pe termen lung. Cea denumită simplu, Trisquel este destinată utilizării acasă și folosirii personale. Ediția Trisquel Edu este recomandată în laboratoarele școlilor, în timp ce Trisquel Pro este pentru afaceri mici. Toate acestea sunt disponibile sub formă de imagini iso în variantele pe 32, respectiv 64 de biți ce pot fi înregistrate pe discuri compacte normale (CD), cu excepția ediției profesioniste, care trebuie înregistrată pe un disc video (DVD), datorită dimensiunilor mari.

### Trisquel
Ediția principală a distribuției este destinată utilizării acasă și dispune de programe de rețea, multimedia, grafică, o suită de aplicații de birou și jocuri. Conține și o aplicație multimedia care poate să redea automat discuri video digitale și majoritatea formatelor video și audio.

### Trisquel Edu

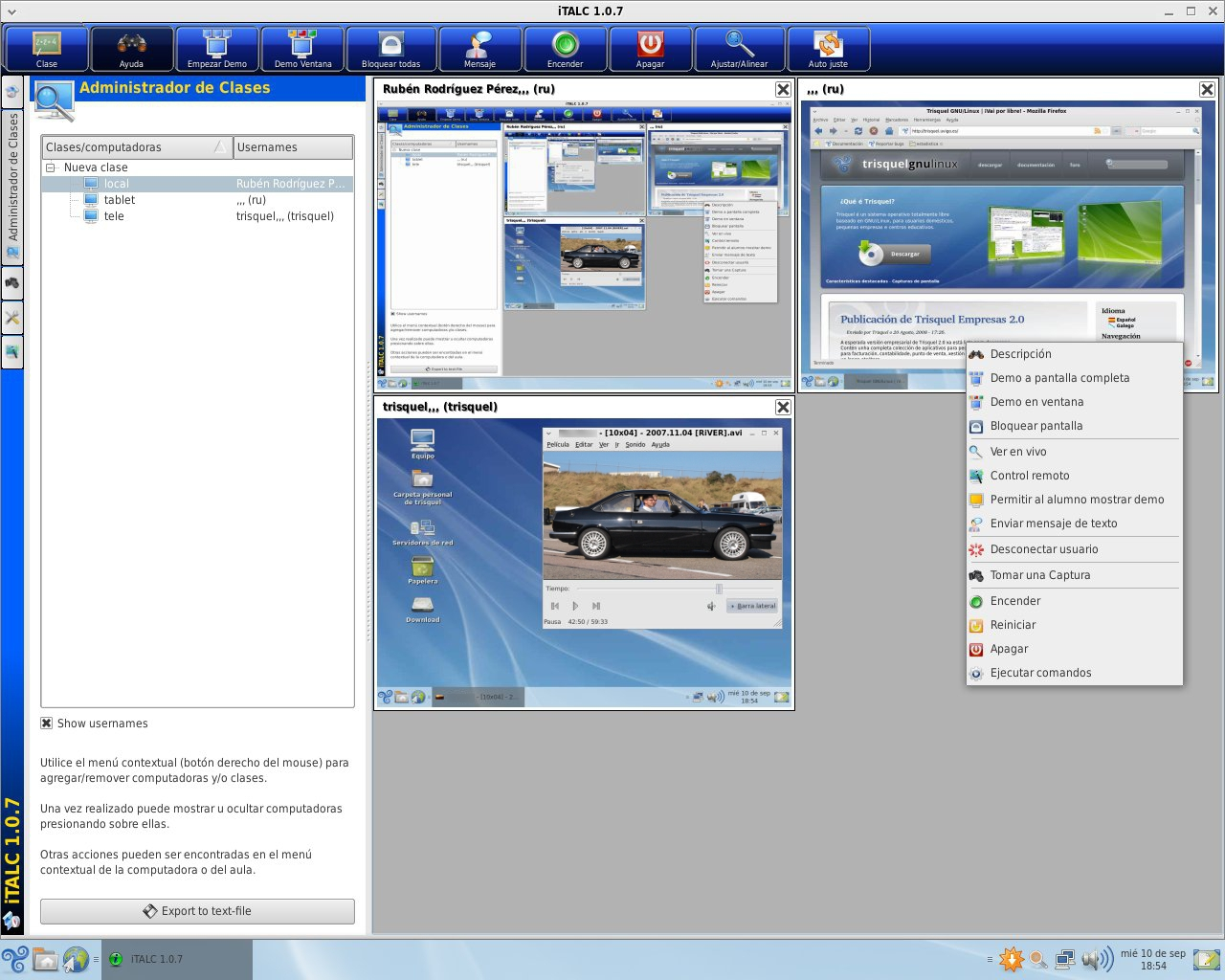
Trisquel LTSP classroom server, managed via iTALC

Pe 21 septembrie 2008 a fost publicată prima versiune-candidat pentru această unealtă educațională. S-a bazat pe experiența anterioară a proiectul în sistemmul educațional (datorită originii sale de proiect sponsorizat de universitate, versiunile inițiale de Trisquel au inlcus o mulțime de aplicații științifice, inginerești și pentru predare) și dispune de tehnologii care pot fi folosite în școli, ca LTSP și sistemul de administrare a clasei de curs iTALC. De asemenea, are suport pentru tablele albe digitale economice ce folosesc un proiector LCD, o telecomandă Nintendo și programe libere adaptate să înlocuiască dispozitivele costisitoare.

### Trisquel Pro
Trisquel Pro este un sistem de operare creat pentru a fi folosit în derularea unor afaceri mici. Conține o mulțime de programe de gestiune, printre care Abanq, OpenbravoPOS și GNUCash. Este orientat în special pe piața spaniolă, și de aceea conține programe de contabilitate adaptate pentru sistemul de taxe spaniol, dar majoritatea programelor incluse pot fi folosite oriunde în lume. Colecția de aplicații mai are o unealtă grafică pentru administrarea paravanului, un antivirus pentru scanarea partițiilor de Windows și aplicațiilor emulate cu Wine, împreună cu un sistem automat de realizare a copiilor de siguranță.
A fost lansat oficial la evenimentul internațional de multimedia și comunicații SIMO în noiembrie 2007.

## Alte ediții

### Trisquel 4.1-Sugar
Trisquel 4.1-sugar este o ediție de Trisquel 4.1 bazată pe Ubuntu 10.10 cu mediul grafic Sugar (ro. zahăr) și sugar-sweets 0.88.1. 
Sugar este o colecție de aplicații educaționale și colaborative dezvoltate de voluntarii și susținătorii Laboratoarelor Sugar și instalate pe sistemele proiectului „One Laptop Per Child” (ro. un portabil pentru fiecare copil).

### Trisquel Mini
Trisquel Mini este o alternativă la distribuția principală de Trisquel, destinată mini-portabilelor și calculatoarelor vechi. Acest sistem de operare folosește un mediu grafic cu consum redus numit LXDE, alternativă la mediile mai folosite, cum sunt GNOME și KDE.

### Trisquel Gamer
Trisquel Gamer este o ediție independentă dezvoltată de David Zaragoza. Este plină cu jocuri și poate fi lansată de pe un disc video sau memorie USB.  Deși există multe astfel de distribuții, Trisquel Gamer se deosebește de celelalte prin faptul că are aceeași politică fermă de a conține 100 % programe libere.

## Instalarea
Trisquel poate fi instalat pe un disc fix folosind instalatorul grafic selectat la pornire sau poate fi lansat direct de pe disc.